# 제46회 G7 정상회의
제46회 G7 정상회의는 원래 2020년 6월 10~12일 미국 캠프 데이비드에서 열릴 예정이었다. 그러나 코로나19 범유행으로 인해 정상회의가 취소되었다.

## 예정된 장소

### 트럼프 리조트에서 정상회의 개최 시도
정상회의 장소 선택은 논란의 여지가 있었다. 미국 비밀경호국은 당초 정상회의 개최 장소 10곳을 검토한 후 4곳(하와이, 유타, 캘리포니아, 노스캐롤라이나)으로 줄였다. 그런 다음 캘리포니아와 노스캐롤라이나 장소를 제외했고 도널드 트럼프 대통령의 지시에 따라 마이애미의 트럼프 내셔널 도럴에서 개최하는 옵션을 추가했다.
2019년 10월 17일, 트럼프의 백악관 대행 비서실장 믹 멀베이니는 정상회의가 트럼프 내셔널 도럴에서 개최될 것이라고 발표하면서 이해 상충 가능성과 대통령이 공식 행사에서 개인적으로 이익을 얻을 가능성에 대한 우려를 일축했다. 트럼프는 처음에 회의를 위해 자신의 리조트를 사용하는 이점을 자랑했고 그 선택이 "우리나라에 매우 좋은 일"이라고 불렀지만, 이틀 후 양당의 비판을 받은 후 G7 정상회의가 더 이상 도럴에서 열리지 않을 것이라고 발표하면서 자신의 트위터 계정에서 "미디어와 민주당의 광적이고 비이성적인 적대감"을 비난했다.
발표 당시 트럼프는 두 건의 소송(D.C. 및 메릴랜드 대 트럼프, CREW 대 트럼프)의 표적이 되었는데, 이는 워싱턴 D.C.에 있는 트럼프 인터내셔널 호텔에 머물면서 사우디 정부와 다른 외국 정부로부터 받은 지불금으로 인해 미국 헌법의 해외 및 국내 수당 조항을 위반했다는 주장이었다. 법률 전문가들은 트럼프가 소유한 부지에서 G7을 개최하는 것이 헌법의 수당 조항을 위반하는지에 대해 논쟁을 벌였다.

### 캠프 데이비드 선택
2019년 12월 3일, 미국 대통령의 별장인 캠프 데이비드에서 정상회의가 개최된다고 발표되었다. 같은 장소에서 2012년에 이 그룹의 제38회 정상회의가 열렸다.